# Johann Heinrich Ammann
Johann Heinrich Ammann (* 10. Oktober 1820 in Schaffhausen; † 17. August 1867 ebenda) war ein Schweizer Jurist und Politiker. 

## Biografie
Johann Heinrich Ammann studierte an den Universitäten Basel, Berlin und Heidelberg Rechtswissenschaften. Nachdem er in Basel dem Schweizerischen Zofingerverein beigetreten war, schloss er sich in Heidelberg 1841 dem Corps Helvetia an. Das Studium schloss er als iur. utr. consultus ab. 
Nach einem Sprachaufenthalt in Lausanne kehrte Ammann in seine Geburtsstadt zurück. 1845 und von 1850 bis 1854 war er Redaktor der Schaffhauser Zeitung. Von 1847 bis 1855 war er Staatsanwalt und von 1863 bis 1866 Oberrichter.
Als Politiker betätigte er sich sowohl auf kommunaler, als auch auf kantonaler und eidgenössischer Ebene. Von 1851 bis 1855 gehörte er dem Kleinen Stadtrat von Schaffhausen an. Von 1866 bis 1867 war er Stadtpräsident von Schaffhausen. Dem Regierungsrat des Kantons Schaffhausen gehörte er von 1850 bis 1852, von 1855 bis 1859 und von 1864 bis 1866 an. Bei den Parlamentswahlen 1860 wurde er in den Nationalrat gewählt, dem er bis 1863 angehörte. Von 1849 bis 1855 und von 1857 bis 1859 war er für den Kanton Schaffhausen Mitglied des Ständerats.
Als zunächst radikal-liberaler und ab 1860 liberaler Politiker trat Ammann ab 1845 für zentralistische Reformen auf kantonaler und eidgenössischer Ebene ein. Er engagierte sich für die Anbindung Schaffhausens an das Verkehrsnetz, unter anderem über die Rheinfallbahn, Schweizerische Nordostbahn und auf deutscher Seite die Badische Bahn, und für die Errichtung des Wasserwerks und des Moserdamms. Persönlich erlitt er bei seinen Investitionen in Bahnprojekte schwere finanzielle Verluste.